# Norbert Bouten
Norbert Bouten (Welkenraedt, 10 april 1875 - Leuven, 2 februari 1963) was een Belgisch kunstschilder die gerekend wordt tot de Brugse School.

## Levensloop
Bouten kwam in Brugge wonen met zijn ouders en trouwde er in 1911 met Berhe Delwaide. Ze woonden achtereenvolgens in de Molenmeers, Jeruzalemstraat en Nieuwstraat. 
Hij volgde de lessen aan de Academie voor Schone Kunsten Brugge en werd kunstschilder. Hij schilderde vooral stadsgezichten, in opvallend grijze tinten. Hij nam deel aan tentoonstellingen in Brugge, Gent en elders. Hij was lid van de kunstenaarsvereniging Takjes worden Boompjes.
Zijn kunstwerken brachten onvoldoende op om het gezin te onderhouden en hij begon een antiekzaak, met het herstellen van schilderijen en meubelen. Ook dit lijkt onvoldoende succes te hebben gekend en in de jaren dertig verliet hij Brugge, zonder  sporen na te laten.